# 청로국민학교
청로국민학교는 경상북도 의성군 금성면에 있었던 국민학교이다.

## 연혁
- 1966년 3월 7일 청로국민학교 설립 인가
- 1966년 4월 1일 청로국민학교 개교
- 1995년 9월 1일 폐교 및 금성국민학교 통폐합